# Donaudampfschiffahrtselektrizitätenhauptbetriebswerkbauunterbeamtengesellschaft
，或称（德語：[ˌdoːnaʊˈdampfʃɪffaːʁtsˌʔelɛktʁitsiˈtɛːtn̩ˈhaʊptbəˌtriːpsvɛʁkbaʊˈʔʊntɐbəˈʔamtn̩gəˌzɛlʃaft] ⓘ；意为“多瑙河汽船秘书处总部建设公职人员协会”或“多瑙河汽轮电气服务行政管理处附属协会”），据称是第一次世界大战前奥地利维也纳一家名叫DDSG的船运公司的附属组织。DDSG全称Donaudampfschiffahrtsgesellschaft，当时负责在多瑙河载运乘客和货物，如今改组为两家私营公司DDSG-Blue Danube Schifffahrt GmbH和DDSG-Cargo GmbH。然而，并没有实际证据表明Donaudampfschiffahrtselektrizitätenhauptbetriebswerkbauunterbeamtengesellschaft真实存在过。